# 竪川 (東京都)
竪川（たてかわ）は、東京都墨田区及び江東区を流れる人工河川。江戸城に向かって縦（東西）に流れることからこの名称となった。

## 地理
旧中川と隅田川を東西に結ぶ運河である。全区間で上空を首都高速7号小松川線に覆われる状態になっているが、水面よりかなり高い位置に高架があるので、陽射しが全く無いというわけではない。西側の隅田川との合流域には首都高速7号線と6号線が合流する両国ジャンクションがある。

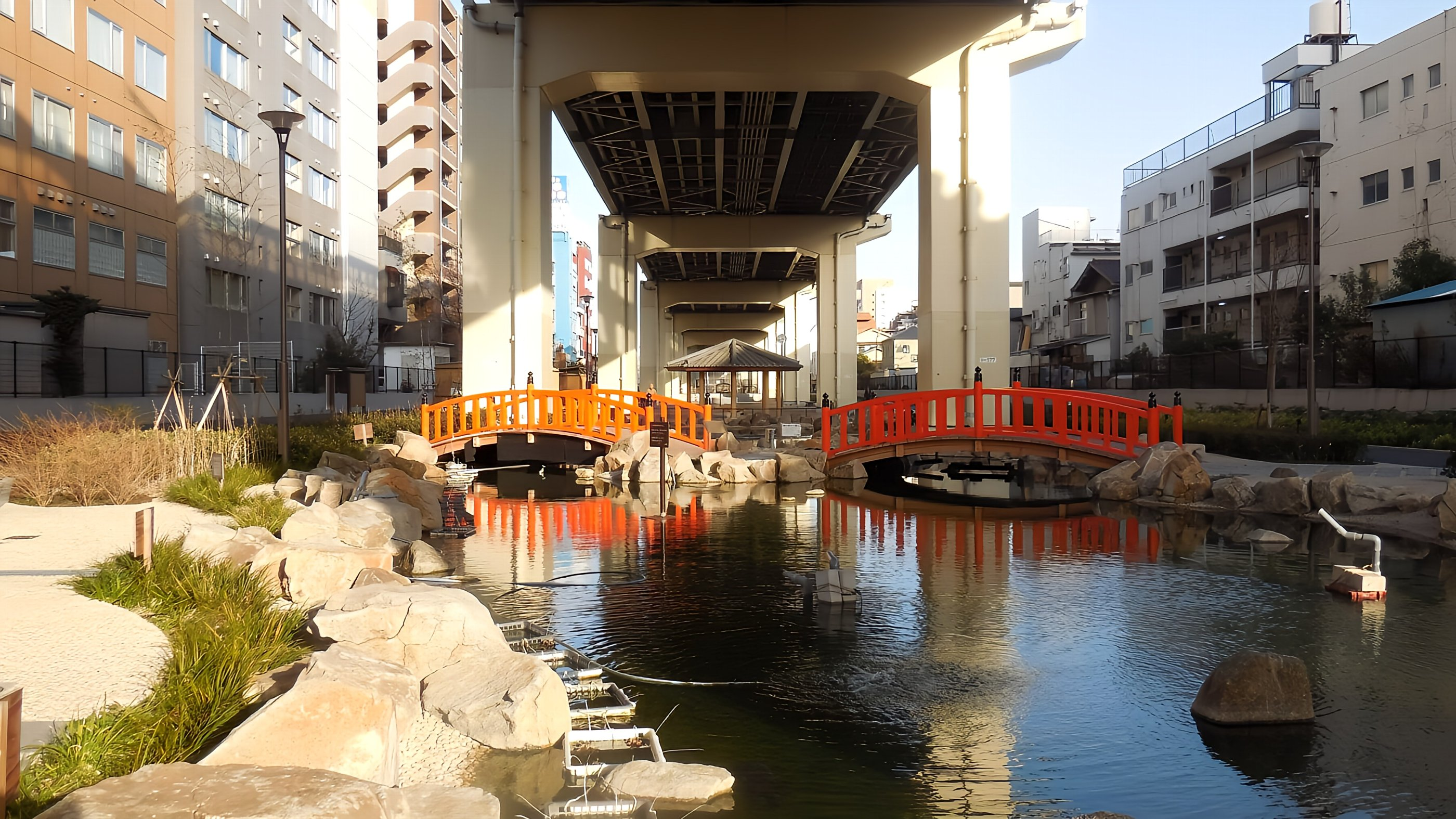
竪川河川敷公園

干潮時は水深が1m近くとなり、かなり浅い。途中、大横川との交点から東は横十間川交点を除いてほぼ全区間が暗渠となっており、墨田区側は「竪川親水公園」、江東区側は「竪川河川敷公園」として整備されている。グラウンドゴルフ場、テニスコート、ゲートボール場などの施設があり付近の住民の憩いの場となっている。
流域に「立川」という地名があるが、これは当用漢字に「竪」の字がなかったためである。

## 歴史
竪川は1659年（万治2年）に起工された運河で、日本橋横山町と逆井の2つの地点に狼煙を上げてそれを目印に開削された。すぐ北側を千葉街道が並行していた（五之橋北詰に記念碑が建てられている）こともあり、かつては小名木川とともに隅田川と中川を結ぶ直線航路として利用され、物資の輸送はもとより、成田山、香取、鹿島神宮への参詣路としても親しまれた。
竪川の開削後すぐ、隅田川（大川）に近いほうから順に一之橋から六之橋まで単純に番号を振った橋が架けられた。これらの橋は通称として「一ツ目橋」「二ツ目橋」などとも呼ばれ、「三ツ目橋（三之橋）」「四ツ目橋（四之橋）」を渡る通りは後にその名を取って「三ツ目通り」「四ツ目通り」と名付けられた。なお、二之橋・五之橋を渡る通りは現在それぞれ清澄通り・明治通りと名付けられている。一之橋は回向院の南西に現存し、この橋を通る道路は墨田区・江東区によって「一の橋通り」と名付けられている。また、かつては新六の橋の東側に「六之橋」もあったが、前後の区間が完全に暗渠となったため現在は橋ではなく単なる道路として扱われている。

## 橋梁
※暗渠区間の橋の一部は、現在は撤去され道路として整備されているものもある。
隅田川（西側）合流
- 竪川水門
- 一之橋 - 同橋上：一の橋通り
- 塩原橋
- 千歳橋

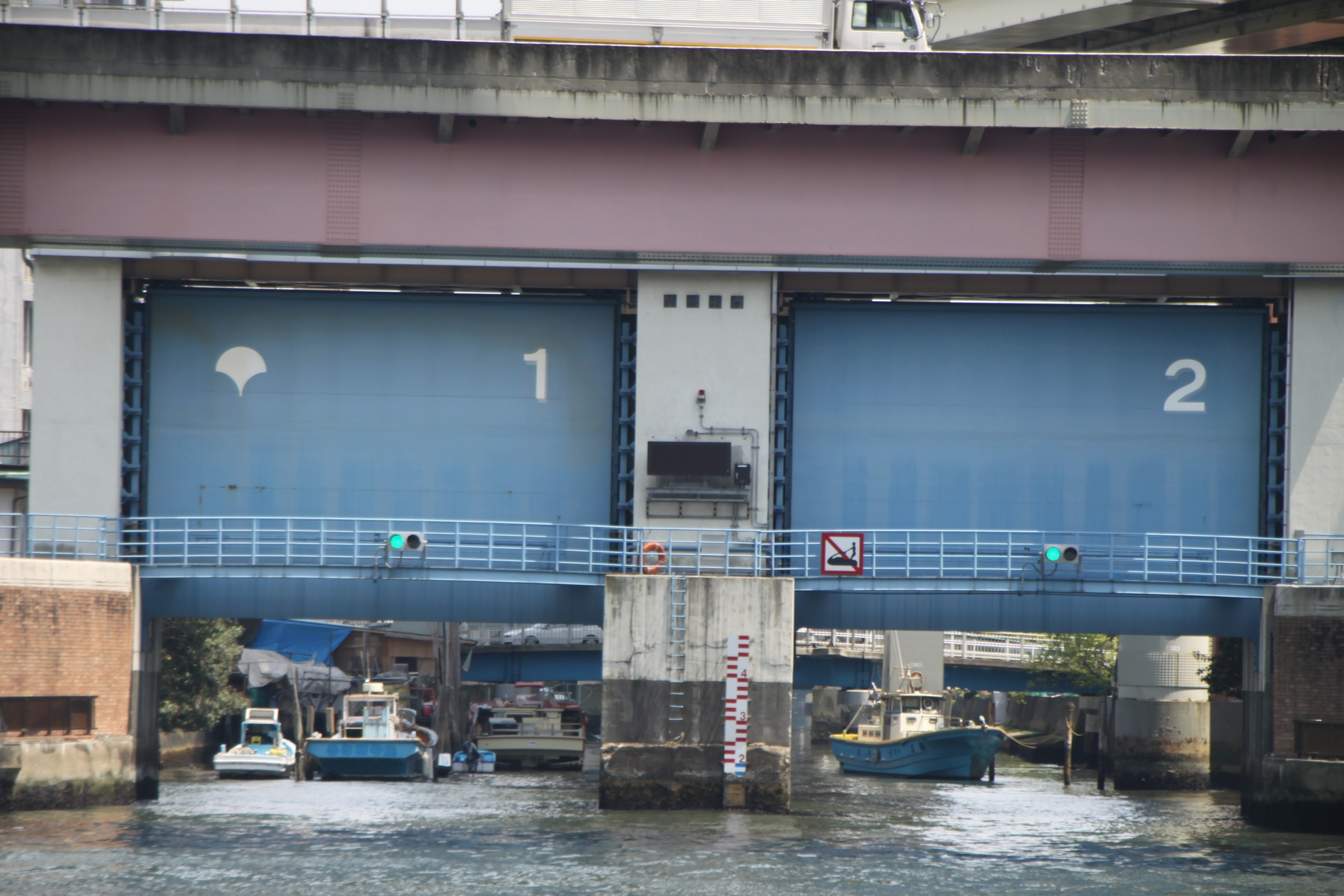
竪川水門

- 二之橋 - 同橋上：清澄通り（都道463号）
- 西竪川橋
- 竪川橋
- 新竪川橋
- 三之橋 - 同橋上：三ツ目通り（都道319号）
- 菊花橋

大横川合流（ここより暗渠区間）
- 新辻橋
- 牡丹橋
- 四之橋 - 同橋上：四ツ目通り（都道465号） 首都高速7号小松川線錦糸町出入口と一体化している。
- 松本橋

横十間川合流（↑墨田区／↓江東区）
- 亀島橋
- 竪川橋梁 - 同橋上：JR東日本越中島支線
- 五之橋 - 同橋上：明治通り（都道306号）
- 竪川人道橋 - 旧・都電砂町線竪川専用橋。2011年に撤去され、橋のあった場所にはレールの装飾がある。
- 昭和橋
- 竪川大橋 - 同橋上：丸八通り（都道476号）
- 中之橋
- 新六の橋 - 同橋上：都道477号
- 六之橋

旧中川（東側）合流